# الحرب الاجتماعية (91-88 ق م)
الحرب الاجتماعية وعرفت أيضاً باسم الحرب الإيطالية و الحرب المارسية و حرب الحلفاء من سنة 91 إلى 88 ق م، وقعت بين عامي 91-87 قبل الميلاد بين الجمهورية الرومانية والعديد من حلفائها المستقلين (فيوديراتي) في إيطاليا. أراد الحلفاء الإيطاليون الجنسية الرومانية، ليس فقط طمعًا في المكانة والتأثير الذي يصاحبها، ولكن أيضًا من أجل حق التصويت في الانتخابات والقوانين الرومانية. اعتقدوا أنه يجب أن تتحقق المساواة بينهم وبين الرومان، نظرًا لأنهم شكلوا روابط ثقافية ولغوية مع الحضارة الرومانية، وكانوا حلفاءهم المخلصين لأكثر من قرنين. عارض الرومان مطالبهم بشدة، ورفضوا منحهم الجنسية، ما ترك للفيوديراتي حقوقًا وامتيازات أقل.
تصاعد الموقف في عام 91 قبل الميلاد، ما أدى إلى اندلاع حرب مدمرة، قاد فيها الكثير من الحلفاء الإيطاليين، وعلى رأسهم السامنيون والمارسي، ثورة ضد الحكم الروماني واستمرت لمدة أربع سنوات. لم ينضم معظم الحلفاء الإتروسكان والأومبريين واللاتينيين إلى الثورة. سعى الرومان إلى إنهاء الصراع، وأرادوا تجنب وقوع صراع مستقبلي مشابه، لذلك أصدروا عدة قوانين تمنح الشعوب والمدن التي ظلت موالية لروما أو استسلمت لروما الجنسية الرومانية. بحلول عام 87 قبل الميلاد، كان النصر الروماني قد اكتمل، وامتدت جنسيتها إلى شبه الجزيرة الإيطالية.
أدت الحرب الاجتماعية إلى رومنة إيطاليا بالكامل. سرعان ما اندمج الإتروسكان والشعوب الإيطالية في العالم الروماني بعد حصولهم على الجنسية الرومانية. انقرضت لغاتهم وثقافاتهم خلال هذه العملية، وأصبح مصطلح «روماني» يُستخدم للإشارة إلى جميع سكان إيطاليا. لم يعتبر الرومان صقلية وسردينيا وكورسيكا جزءًا من إيطاليا خلال هذه الفترة. بالإضافة إلى ذلك، لم تُعتبر غاليا كيسالبينا إقليمًا إيطاليًا بصورة رسمية حتى عام 42 قبل الميلاد، حين دُمجت في إيطاليا الرومانية، كما هو موضح في قوانين قيصر غير المنشورة.

## جذورها
أدى انتصار الرومان في الحروب السامنية (343-290 قبل الميلاد) إلى هيمنة رومانية فعالة على شبه الجزيرة الإيطالية. تمثلت هذه الهيمنة في مجموعة من التحالفات بين روما والمدن والمجتمعات في إيطاليا، بشروط مواتية إلى حد ما اعتمادًا على ما إذا كانت مدينة معينة قد تحالفت طواعية مع روما أو هُزمت في الحرب. كانت هذه المدن مستقلة من الناحية النظرية، ولكن تمتعت روما من الناحية العملية بالحق في أن تطلب منهم أموال الجزية وعددًا معينًا من الجنود، إذ ساهم الحلفاء الإيطاليون بحلول القرن الثاني قبل الميلاد بما يتراوح بين نصف وثلثي الجنود في الجيوش الرومانية. تمتعت روما أيضًا بسيطرة افتراضية على السياسة الخارجية للحلفاء، بما في ذلك تواصلهم مع بعضهم البعض. بصرف النظر عن الحرب البونيقية الثانية، التي حقق فيها حنبعل نجاحًا محدودًا في قلب بعض المجتمعات الإيطالية ضد روما، كانت المجتمعات الإيطالية في الغالب راضية عن البقاء دولًا عميلة لروما مقابل الحكم الذاتي المحلي.
أدت سياسة الرومان في توزيع الأراضي إلى ظلم كبير في ملكية الأرض والثروة. أدى هذا إلى «هبوط الإيطاليين شيئًا فشيئًا إلى الفقر وندرة الأعداد دون أي أمل في النهوض» (أبيان).
طُرح عدد من المقترحات السياسية في محاولة لتصحيح التفاوت المتزايد، إذ ساهم الإيطاليون مساهمة كبيرة في القوة العسكرية لروما، وتلقوا بالمقابل حصصًا صغيرة لا تتناسب مع حقوقهم في الأرض والمواطنة. وصلت هذه الجهود إلى ذروتها بفضل ماركوس ليفيوس دروسوس عام 91 قبل الميلاد. نصت إصلاحاته على منح الحلفاء الإيطاليين الجنسية الرومانية، ما منح رأيهم أثرًا أكبر في السياسة الخارجية للجمهورية الرومانية. كانت معظم الشؤون المحلية تخضع للحكم المحلي ولم تكن مهمة بالنسبة للرومان على عكس حالات خوض التحالف للحرب أو تقسيم الغنائم على سبيل المثال. كان رد فعل النخبة في مجلس الشيوخ الروماني على مقترحات دروسوس أن رفضوا أفكاره، واغتالوه. أثار هذا الرفض الفاضح لمنح الحقوق التي اعتبرها الإيطاليون أنها طال انتظارها غضبًا شديدًا، وحاولت المجتمعات في جميع أنحاء إيطاليا إعلان استقلالها عن روما ردًا على ذلك، ما أشعل فتيل الحرب.